# Bahnhof Trzebież Szczeciński

Der Bahnhof Trzebież Szczeciński (deutsch (Bad) Ziegenort in Pommern, 1945 zunächst Trzebiesz nad Zatoką, ab 8. Mai 1945 Trzebierz Szczeciński und ab 1. Oktober 1947 Trzebież Szczeciński) ist eine Betriebsstelle an der Bahnstrecke Szczecin–Trzebież Szczeciński im polnischen Badeort Trzebież in der Woiwodschaft Westpommern.
Der regelmäßige Personenverkehr wurde am 30. September 2002 auf der Gesamtstrecke von Szczecin bis Trzebież Szczeciński eingestellt.

## Geschichte
Die sich nach der Eröffnung der Bahnstrecke Stettin–Pölitz–Jasenitz am 15. Oktober 1898 zeigenden Vorteile führten zum Entschluss, diese Strecke bis nach Ziegenort zu verlängern. Der Bahnhof und die technischen Anlagen wurden 1909 gebaut und das Fischerdorf am 15. März 1910 in den Fahrplan aufgenommen. Die Zugverbindung diente den Mitarbeitern der an der Oder gelegenen Betriebe, insbesondere der 1914 eröffneten Papierfabrik in Scholwin. Sie ermöglichte den Gütertransport zum Hafen in Ziegenort und zu mehreren Werften (spezielles Nebengleis). Während des Sommers war sie ein bequemes Beförderungsmittel für Urlauber, die nach Bad Ziegenort reisten.
Nach dem Krieg erfüllte die Bahnstrecke nach Trzebież, sobald die Enklave Police aufgelöst worden war, eine ähnliche Rolle. Sie war das Hauptverkehrsmittel für Einwohner der ländlichen Gebiete, die in Police und Szczecin arbeiteten. Genutzt wurde sie zudem von Jugendlichen, die weiterführende Schulen in den beiden genannten Städten besuchten.
1982 wurde die Bahnstrecke von Szczecin bis einschließlich des Bahnhofs Trzebież Szczeciński elektrifiziert, nicht aber die hiesigen Anschlussbahnen.
Grundlegende Bedeutung hatte der Ausbau der Buslinien in die neuen Wohngebiete von Police und die Inbetriebnahme eines gemeindlichen Nahverkehrsnetzes nach 1990. Weder das staatliche Busunternehmen PKS noch die Bahnverwaltung verstanden es, sich marktwirtschaftlichen Verhältnissen anzupassen.
Am 1. Januar 2004 wurde der Bahnhof zu einer Halte- und Ladestelle zurückgestuft, am 21. Juni 2008 schließlich zu einer nur noch dem Güterverkehr dienenden Ladestelle. Die im Bahnhof anschließende, nicht elektrifizierte Anschlussbahn des Brennstofflogistik-Unternehmens OLPP wird weiterhin bedient.

## Gebäude
2010 wurde das hundertjährige Bestehen des Bahnhofs in Trzebież gefeiert. Im Juli 2011 begann die Polnischen Staatsbahnen unerwartet mit dem Abriss der historischen Infrastruktur. Gerettet werden konnte der alte Wasserturm. Der Lokschuppen und die Drehscheibe wurden abgerissen.
Die Denkmalschutzbehörde der Woiwodschaft Westpommern hat mit Bescheid vom 22. Dezember 2011 den erhaltenen Wasserturm sowie das frühere Bahnhofsgebäude in Trzebież unter Denkmalschutz gestellt.